# Гарви, Пётр Абрамович
Пётр Абрамович Гарви (наст. фамилия — Бронштейн; 1881, Одесса — 1944) — российский политический деятель, меньшевик.

## Биография
Участвовал в революционном движении Одессы, Киева, Москвы. Член РСДРП с 1900 года. В 1902 году был арестован и сослан в Сибирь. Уехал за рубеж. В 1905 году вернулся в Россию. Участник революционных событий 1905-07 гг., профсоюзный деятель, член Петербургского комитета РСДРП. На V съезде РСДРП избран кандидатом в члены ЦК.
С 1908 года ликвидатор, с конца 1908 один из руководителей петербургской «инициативной группы» меньшевиков.
В 1911 году окончил юридический факультет Петербургского университета и стал помощником присяжного поверенного.
Избран членом организационного комитета РСДРП на Венской конференции в августе 1912. Подвергался арестам в 1912 и 1916 годах.
В 1917 избран членом ЦК РСДРП (о), в ноябре вышел из его состава.
После Февральской революции работал в редакции «Рабочей газеты», с августа 1917 года член ЦК РСДРП, оборонец. После Октябрьской революции вышел из ЦК в знак протеста против переговоров с большевиками о создании коалиционного правительства. С 1918 года жил в Одессе, редактор газеты «Южный рабочий». В 1923 выслан за границу. Сначала жил в Европе, с 1940 года — в США. Член меньшевистского руководства в изгнании, активный участник социалистического движения.
Жена — Софья Самойловна Гарви (Бронштейн, урождённая Фихман; 1881—1958) — журналистка, социал-демократ.
Сын — Георгий Гарви (англ. George Garvy) (1913, Рига) — американский экономист.

## Сочинения
- Профессиональные союзы, П., 1917 (под псевд. Ю. Чацкий);
- Капитал против труда, Харьков, 1919 (под псевд. Ю. Чацкий);
- Закат большевизма: десять лет диктатуры. 1928;
- Воспоминания социал-демократа, Нью-Йорк, 1946;
- Революционные силуэты, Нью-Йорк, 1962.
- Профессиональные союзы в России в первые годы революции (1917—1921) — Нью-Йорк: Chalidze Publications, 1981. — 157 с.
- Записки социал-демократа. Newtonwille, MA. 1982.
- Профсоюзы и кооперация после революции (1917—1921) — Нью-Йорк: Chalidze Publications, 1989. — 210 с.